# توماس غولت
توماس غولت (بالإنجليزية: Thomas Gault)‏ هو قاضي ومحامي نيوزيلندي، ولد في 31 أكتوبر 1938، وتوفي في 19 مايو 2015 في أوكلاند في نيوزيلندا.